# Michael Park (ator)
Michael Frank Park (Canandaigua, 20 de julho de 1968) é um ator estadunidense, mais conhecido por seu papel como Jack Snyder em As the World Turns. Ele ganhou dois Daytime Emmy Awards consecutivos de melhor ator em 2010 e 2011.